# Theophilus Hunter Holmes
Pour les articles homonymes, voir Holmes.
Theophilus Hunter Holmes (13 novembre 1804 - 21 juin 1880) est un officier de carrière de l'United States Army et un lieutenant général confédéré de la guerre de Sécession. Ami et protégé du président des États confédérés, Jefferson Davis, il est nommé commandant de département Trans-Mississippi, mais échoue dans sa tâche principale, qui est de défendre la maîtrise de la Confédération sur le Mississippi.

## Jeunesse et carrière
Holmes est né dans le comté de Sampson, Caroline du Nord, en 1804. Son père, Gabriel Holmes, est un ancien gouverneur de Caroline de Nord et membre du congrès des États-Unis,. Après avoir échoué dans la gestion d'une plantation, Holmes demande à son père à être admis à l'académie militaire de West Point, dont il sort diplômé en 1829. Il sort 44e sur 46 de sa promotion,. Holmes est apparemment pratiquement sourd, et n'a jamais été quasiment conscient des tirs assourdissants.

## Armée des États-Unis
Après sa sortie de West Point Holmes est breveté second lieutenant dans le 7th U.S. Infantry. En 1838, Holmes est promu capitaine. Pendant les premières années de service, Holmes est affecté en Floride, en territoire indien, et au Texas. Holmes participe aussi à la deuxième guerre Séminole, où il se distingue. En 1841, il se marie avec Laura Whetmore, avec qui il aura huit enfants. Pendant la guerre américano-mexicaine, il est breveté commandant lors de la bataille de Monterrey en septembre 1846. Sa promotion est due au fait que Jefferson Davis est témoin de ses actions courageuses lors de celle-ci. Il est promu commandant au sein du 8th U.S. Infantry en 1855.

## Armée de la Confédération

### Premières heures
Pratiquement immédiatement après le bombardement du Fort Sumter, Holmes démissionne de l'armée des États-Unis et de son commandement à Fort Columbus, sur Governors Island dans la ville de New York le 22 avril 1861, ayant accepté une commission de colonel de l'armée des États Conféderés en mars. Il commande les défenses côtières du département de Caroline du Nord et sert ensuite en tant que brigadier général de la milice de Caroline du Nord. Il est nommé brigadier général le 5 juin 1861, commandant le département de Fredericksburg.
Holmes est affecté sous les ordres du P.G.T. Beauregard, lors de la première bataille de Bull Run. Beauregard envoie à Holmes l'ordre d'attaquer la gauche de l'Union, mais le temps que les ordres lui parviennent l'armée confédérée est déjà victorieuse. Il est promu major général le 7 octobre 1861 et est affecté au département de Caroline du Nord.

### Campagne Péninsulaire
Pendant la campagne Péninsulaire au printemps 1862, Holmes est affecté dans la région de Richmond pour la défendre contre une attaque de l'Union sur la capitale de la Confédération, et est alors rattaché temporairement à l'armée de Virginie du Nord. Sa division comprend les brigades des brigadiers généraux Junius Daniel, John G. Walker, Henry A. Wise, et la brigade de cavalerie du brigadier général J.E.B. Stuart. Le 30 juin 1862, alors que la bataille de Glendale se déroule dans le nord, Holmes reçoit l'ordre de bombarder les fédéraux qui retraitent près de Malvern Hill. Sa force est repoussée à Turkey Bridge par un barrage d'artillerie provenant de Malvern Hill et par les canonnières fédérales Galena et Aroostook naviguant sur le fleuve James. Pendant la bataille de Malvern Hill le 1er juillet 1862, sa force est mise en réserve.

### Département du Trans-Mississippi
Après la bataille des sept jours, Robert E. Lee exprime son mécontentement sur la performance médiocre de Holmes. Les deux sont en profond désaccord sur la stratégie et Lee apparaît comme n'étant pas le seul à croire que Holmes, âgé de près de 60 ans, est trop vieux, apathique et passif (meilleur administrateur que commandant de terrain) pour mener la guerre de mouvement agressive que Lee a planifiée. En vérité, l'ensemble de la contre-attaque confédérée pendant la bataille des sept jours a été mal dirigée et beaucoup de généraux sont à blâmer, y compris Lee. Jefferson Davis en particulier ne pense pas que Holmes soit plus à blâmer que reste de la structure de commandement de l'armée de Virginie du Nord. Néanmoins, son âge et ses performances mitigées jusqu'alors lors de la guerre sont des facteurs qui jouent contre lui et Lee montre rapidement que Holmes ne fera pas partie de la restructuration de l'armée à la suite des sept jours.
Le général D.H. Hill, connu pour son tempérament sarcastique, répand largement l'histoire selon laquelle Holmes aurait dit « je pense que j’entends des tirs » à Malvern Hill. Holmes devient commandant du département du Trans-Mississippi. Il est promu lieutenant général, le 10 octobre 1862, par Jefferson Davis. Pendant le temps où il est commandant du département du trans-Mississippi, Holmes échoue à assurer sa mission la plus importante : défendre la maîtrise du fleuve Mississippi par la Confédération.
Il refuse d'envoyer des troupes pour soulager Vicksburg, lors de la campagne de Vicksburg, aboutissant à la victoire de l'Union. Holmes, opérant à partir de l'Arkansas, proteste contre le fait que les troupes de l'État sont pratiquement inutilisables et qu'il n'y a pratiquement aucune possibilité réaliste de les employer pour soulager Vicksburg. Pour la plupart, les forces confédérées dans cette région reculée forment un peu plus qu'un amas désorganisé de la milice éparpillée dans tous les coins de l'État. Elles n'ont que peu d'armes disponibles et encore moins d'armes modernes. Les soldats n'ont pour la plupart pas de chaussure, pas d'uniforme pas de munitions, pas d'entraînement, ou de discipline, une situation aggravée par le fait que beaucoup de communautés en Arkansas n'ont pas d'administration au-dessus du niveau du village. Les habitants ne paient pas de taxes et n'ont pas de lois écrites et résistent fortement à toute tentative de leur imposer une administration supérieure ou de discipline militaire. Les soldats en Arkansas ne comprennent pas l'organisation d'une armée conventionnelle où l'obéissance à des ordres hiérarchiques. Pire encore, beaucoup d'entre eux sont en condition physique insuffisante et incapables de résister aux exigences d'une campagne militaire de longue durée. Holmes pour sa part pense qu'il peut lever une armée d'environ 15 000 hommes en Arkansas, mais qu'il n'y a pratiquement pas d'officiers compétents pour les commander de toute façon. S'ajoutant à ces difficultés, les multiples armées de l'Union convergent de toutes parts vers l'État. Dans cette situation, Holmes écrit à Richmond que même, si par miracle, il peut organiser la milice de l'Arkansas en une armée et l'amener au-delà du fleuve Mississippi, les hommes déserteraient simplement dès qu'ils auraient atteint la rive est.
Après de nombreuses réclamations envoyées à Davis, qui n'a qu'une faible compréhension des événements qui se déroulent dans une région distante de près de 1 400 kilomètres (870 mi)) de Richmond, Holmes est relevé du commandement du département du Trans-Mississippi, en mars 1863.

### District de l'Arkansas
Après que Holmes est relevé de son commandement du département du Trans-Mississppi, le général Kirby Smith le nomme à la tête du district de l'Arkansas. Holmes décide d'attaquer la ville tenue par l'Union d'Helena, Arkansas. Il planifie une attaque coordonnée avec Sterling Price, John S. Marmaduke, James Fleming Fagan, et le gouverneur de l'Arkansas, Harris Flanagin. Malgré les difficultés de communication, les confédérées remportent quelques succès. Après des heures de combat, une retraite générale est ordonnée, et les confédérés refluent sur Little Rock, Arkansas. Après le retour de son expédition ratée, Holmes est alité. Après des mois de maladie, il reprend son commandement en novembre 1863. Dans une lettre envoyée à Jefferson Davis le 20 janvier 1864, Kirby Smith rapporte que l'âge de Holmes le rattrape et qu'il manque d'énergie et qu'il souffre apparemment de problèmes de mémoire, et qu'en conséquence il doit être remplacé par un homme plus jeune. Les soldats qu'il commande en Arkansas le surnomme déjà sarcastiquement « grand-mère ». En mars 1864, Holmes est relevé de son commandement à la tête du district de l'Arkansas.
Son âge et ses problèmes de santé ne semble pas avoir atteint sa libido, à cette époque il tombe amoureux d'une jeune fille de l'Arkansas âgée de 16 ans. Ils se fiancent, mais le rappel de Holmes à l'est du Mississippi met un terme à cette romance et ils ne se reverront plus jamais,.

### Fin de la guerre et après
En avril 1864, Holmes commande les forces de réserve de Caroline du Nord. Holmes ne participe à peu d'actions après avoir été nommé à cette fonction. Il reste en poste jusqu'à la fin de la guerre de Sécession. Aux côtés du général Joseph E. Johnston, il se rend à William Tecumseh Sherman le 26 avril 1865.
Il retourne ensuite en Caroline du Nord, où il est fermier jusqu'à la fin de sa vie. Holmes meurt à Fayetteville, Caroline du Nord, et est enterré dans le cimetière du temple presbytérien de McPherson.

## Pour aller plus loin
- Walther, Eric H. William Lowndes Yancey and the Coming of the Civil War. Chapel Hill: University of North Carolina Press (ISBN 0-8078-3027-5).